# Encruzilhada (umbanda)
Encruzilhada ou encruza (o cruzamento de ruas de uma cidade), segundo a umbanda, é um lugar onde são feitas oferendas a Exu e Pomba gira. Estas oferendas tem as mais variadas funções, como proteção, prosperidade, descarrego, entre outras e são chamadas de despacho.
A encruzilhada pode ser feita em formato de X ou de cruz, a depender do tipo de despacho a ser feito. Também tem a encruzilhada em T onde são feitas as entregas para Pomba-gira.
As encruzilhadas também são chamadas de fêmea, em formato de T para Pomba-giras, macho, em formato de cruz para Exus e Exus Mirins e mista, quando pode se oferecer tanto a exu como a pomba-gira.